# Ian McHarg
Pour les articles homonymes, voir McHarg.
Ian L. McHarg (20 novembre 1920 - 5 mars 2001) est un architecte paysagiste britannique, le fondateur du Département d'architecture paysagiste de l'Université de la Pennsylvanie.

## Biographie

### Formation auRoyaume-Uni
Né le 20 novembre 1920 à Clydebank, en Écosse, il a fréquenté l'école primaire de Radnor Park de 1925 à 1931. Après il est allé au Clydebank High School où il a étudié jusqu'à 1936, étant devenu copy boy à l'Associated Scottish Newspapers en 1934 et editor boy en 1935. En 1936 il devient élève-apprenti de Donald A. Wintersgill, architecte paysagiste et cette même année il est engagé par la Scotland Agricultural College et par le Glasgow College in Art.

### Soldat, 1939-1946
En mai 1938 il entre dans l'armée britannique. Le 2 septembre 1939 il est mobilisé dans l'armée régulière pour la Seconde Guerre mondiale.